# Ordinateur neuronal
Un ordinateur neuronal est un ordinateur dans lequel le processeur est constitué d'un ensemble de neurones biologiques ou imitant son fonctionnement.
D'ores et déjà, des circuits s'appuyant sur des neurones de sangsue ont réalisé des additions et une impulsion nerveuse circulant entre deux neurones d'escargot a transité par une puce électronique.
À ne pas confondre avec un ordinateur à réseau de neurones, qui est un ordinateur doté d'un processeur électronique qui imite le fonctionnement du réseau des neurones du cerveau (on peut citer l'exemple des processeurs ZISC, des NPU présent dans la plupart des nouvelles puces mobiles, ainsi que du perceptron accélérant l'exécution spéculative dans les puces AMD et Samsung).